# MotoGP keletnémet nagydíj
A MotoGP keletnémet nagydíja a MotoGP egy korábbi versenye, melyet 1958 és 1972 között rendeztek meg a Sachsenringen.

## Az eddigi győztesek
A piros háttérrel jelzett szezonokban a verseny nem volt világbajnoki verseny.
| Év   | Helyszín    | 50 cm³                         | 125 cm³                        | 250 cm³                  | 350 cm³          | 500 cm³           | Összefoglaló |
| ---- | ----------- | ------------------------------ | ------------------------------ | ------------------------ | ---------------- | ----------------- | ------------ |
| 1977 | Sachsenring | Zbinek Havrda (Kreidler)       | Drapál János (Morbidelli)      | Bohumil Stasa (Kreidler) |                  |                   |              |
| 1976 | Sachsenring | Bedrich Fendrich (Kreidler)    | Bernd Köhler (MZ)              | Drapál János (Yamaha)    |                  |                   |              |
| 1975 | Sachsenring | Gernot Weser (privát)          | Jürgen Lenk (MZ)               | Drapál János (Yamaha)    |                  |                   |              |
| 1974 | Sachsenring | Günter Hilbig (Weser-Kreidler) | Jürgen Lenk (MZ)               | Frank Wendler (MZ)       |                  |                   |              |
| 1973 | Sachsenring | Bedrich Fendrich (Ahra)        | Hartmut Bischoff (MZ-Eigenbau) | Bernd Tüngethal) (MZ)    |                  |                   |              |
| 1972 | Sachsenring | Theo Timmer                    | Börje Jansson                  | Jarno Saarinen           | Phil Read        | Giacomo Agostini  | Összefoglaló |
| 1971 | Sachsenring | Ángel Nieto                    | Ángel Nieto                    | Dieter Braun             | Giacomo Agostini | Giacomo Agostini  | Összefoglaló |
| 1970 | Sachsenring | Aalt Toersen                   | Ángel Nieto                    | Rod Gould                | Giacomo Agostini | Giacomo Agostini  | Összefoglaló |
| 1969 | Sachsenring | Ángel Nieto                    | Dave Simmonds                  | Renzo Pasolini           | Giacomo Agostini | Giacomo Agostini  | Összefoglaló |
| 1968 | Sachsenring |                                | Phil Read                      | Bill Ivy                 | Giacomo Agostini | Giacomo Agostini  | Összefoglaló |
| 1967 | Sachsenring |                                | Bill Ivy                       | Phil Read                | Mike Hailwood    | Giacomo Agostini  | Összefoglaló |
| 1966 | Sachsenring |                                | Luigi Taveri                   | Mike Hailwood            | Giacomo Agostini | Frantisek Stastny | Összefoglaló |
| 1965 | Sachsenring |                                | Frank Perris                   | Jim Redman               | Jim Redman       | Mike Hailwood     | Összefoglaló |
| 1964 | Sachsenring |                                | HHugh Anderson                 | Phil Read                | Jim Redman       | Mike Hailwood     | Összefoglaló |
| 1963 | Sachsenring |                                | Hugh Anderson                  | Mike Hailwood            | Mike Hailwood    | Mike Hailwood     | Összefoglaló |
| 1962 | Sachsenring | Jan Huberts                    | Luigi Taveri                   | Jim Redman               | Jim Redman       | Mike Hailwood     | Összefoglaló |
| 1961 | Sachsenring |                                | Ernst Degner                   | Mike Hailwood            | Gary Hocking     | Gary Hocking      | Összefoglaló |
| 1960 | Sachsenring |                                | Ernst Degner                   | John Hempleman           | Jim Redman       | John Hempleman    | Összefoglaló |
| 1959 | Sachsenring |                                | Werner Musiol                  | Gary Hocking             | John Hempleman   | Gary Hocking      | Összefoglaló |
| 1958 | Sachsenring |                                | Ernst Degner                   | Horst Fügner             | Luigi Taveri     | Dickie Dale       | Összefoglaló |